# Giacomo Manzù
Giacomo Manzù, pseudonim Giacomo Manzoni (ur. 22 grudnia 1908 w Bergamo, zm. 17 stycznia 1991 w Rzymie) – włoski rzeźbiarz oraz grafik.

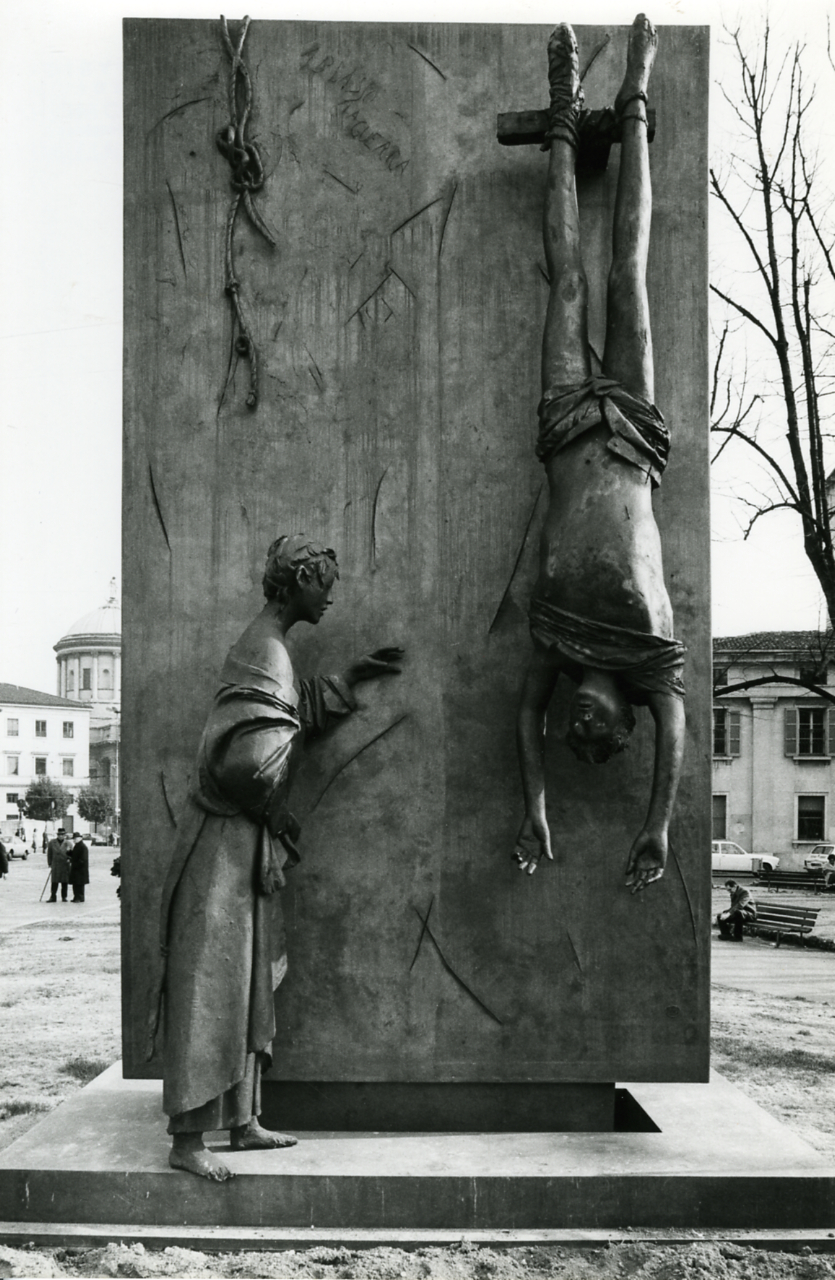
Monumento al partigiano (1977), Bergamo. Foto Paolo Monti.

Był lewicowym agnostykiem, otrzymywał wiele zamówień na dzieła religijne, m.in. portretowe popiersie Jana XXIII oraz Wrota śmierci dla bazyliki św. Piotra w Rzymie. Manzù w swojej twórczości nawiązywał do włoskiego renesansu. Uznaje się go za jednego z najwybitniejszych przedstawicieli włoskiej rzeźby religijnej XX wieku.
Manzù zmarł 17 stycznia 1991 wieku 82 lat w Ardea w Rzymie, gdzie został pochowany.

## Dzieła

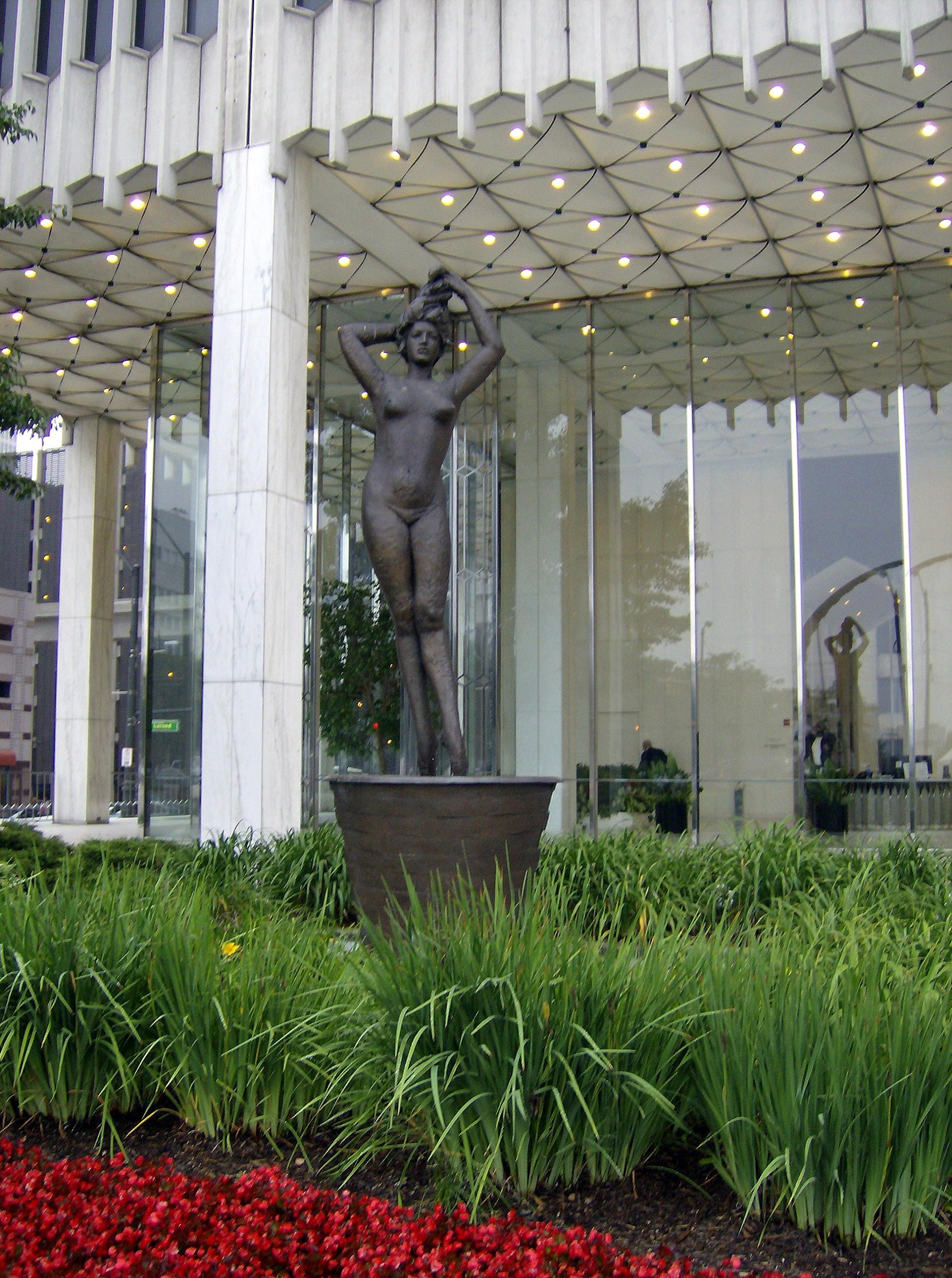
Rzeźba w Detroit
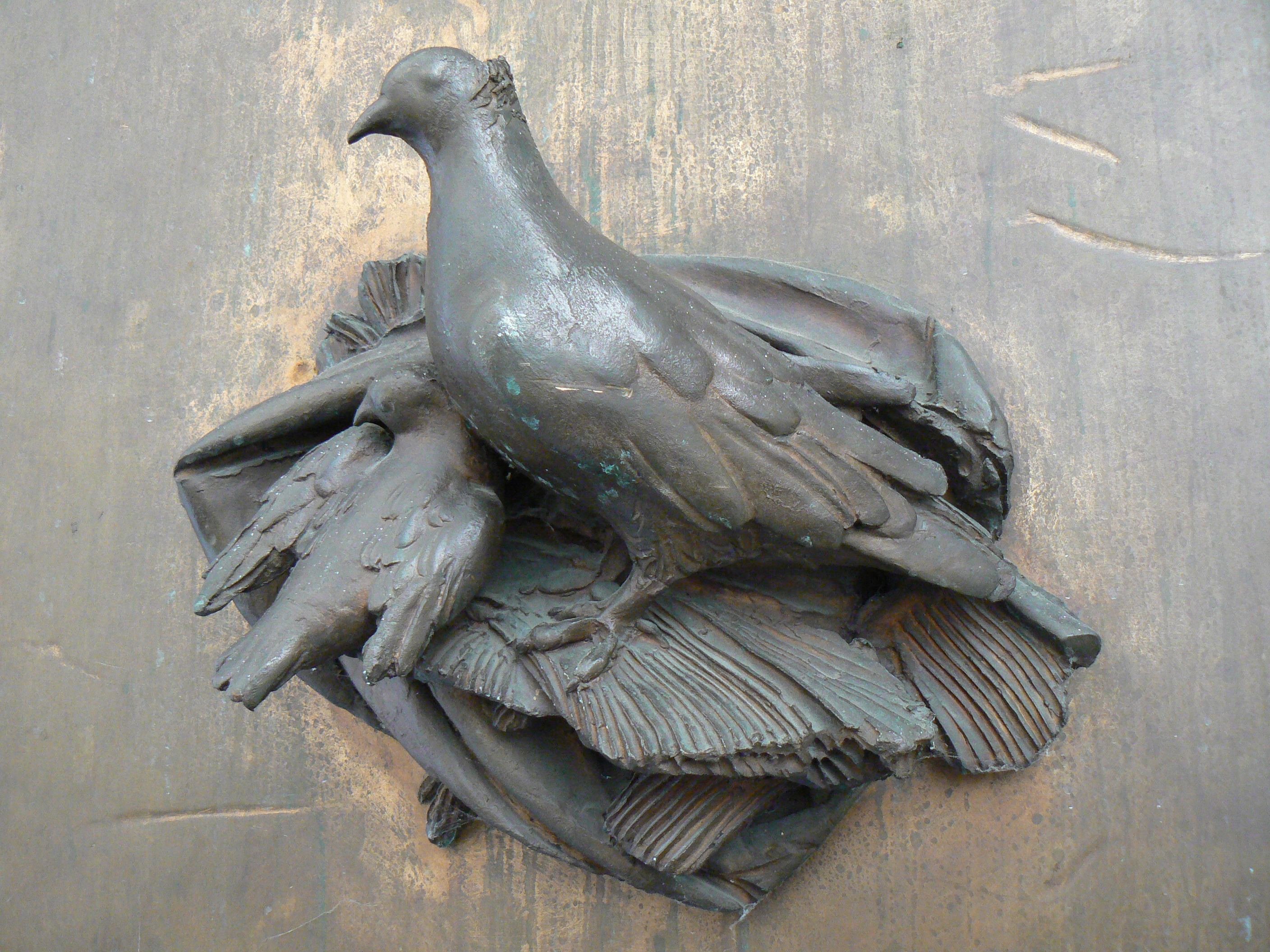
Gołąb w Rotterdamie